# 형사 (드라마)
《형사》는 대한민국의 동양방송에서 제작, 방송을 시작하여 1980년 언론통폐합으로 동양방송이 한국방송공사에 흡수된 이후 한국방송공사에서 상당기간 방송을 이어나간 수사물 시추에이션 드라마이다.

## 제작진
- 극본 : 오태영, 박정균
- 연출 : 전세권, 류시형

## 출연진

### 2기
1978~1982년
- 김세윤
- 박병호
- 임동진
- 연규진
- 이동진
- 이문희

1982~1983년
- 신구
- 김인문
- 임동진
- 연규진
- 임병기
- 차화연

### 3기
- 주현
- 장용
- 강민호

## 같이 보기
- 형사기동대
- 형사 25시